# Zié Diabaté
Zié Diabaté (n. 2 martie 1989, M'Pody, Coasta de Fildeș) este un jucător de fotbal ivorian care evoluează ca fundaș la clubul Standard Liège, împrumutat de la Dijon FCO.